# Ineke Gutterswijk-Luiten
Ineke Gutterswijk-Luiten (Wassenaar, 5 september 1958) is een Nederlandse zakenvrouw. Zij is als directievoorzitter financieel verantwoordelijk voor 18 bedrijven binnen het Van der Valk concern. Daarnaast was zij van 1 juli 2018 tot 23 februari 2024 voorzitter van betaald voetbalclub VVV-Venlo.
Ineke Luiten is een kleindochter van Martien van der Valk sr., oprichter van het horeca-imperium Van der Valk, en groeide op in Wassenaar.
Later verhuisde zij naar Eindhoven en trouwde met Walter Gutterswijk met wie zij drie jaar manager was bij het hotel in het Belgische Nazareth, nabij Gent. In 1993 werd zij samen met haar echtgenoot manager van de vestiging in Venlo. Sinds 2002 zit zij in het bestuur van de Luiten-groep, de Eindhovense tak van Van der Valk.
In 2003 raakte Gutterswijk-Luiten als supporter en sponsor betrokken bij VVV-Venlo. Na het vertrek van Hai Berden werd zij per 1 juli 2018 benoemd tot voorzitter van de Venlose profclub. Na Clémence Ross-Van Dorp, die tussen 2010 en 2012 voorzitter was van De Graafschap en Antoinette Knoet, tussen 2009 en 2012 voorzitter van Helmond Sport, werd zij de derde vrouw met een dergelijke bestuursfunctie binnen het Nederlandse betaald voetbal. In februari 2024 legde Gutterswijk-Luiten haar taken als voorzitter neer na kritiek op haar functioneren. Zij werd opgevolgd door Jeroen Oehlen.